# Red Cloak
Maria Beatriz Assef (Ribeirão Pires, 22 de fevereiro de 1991), mais conheçida como Red Cloak, é uma DJ e produtora musical brasileira.

## Carreira
Nascida em Ribeirão Pires no interior de São Paulo, Red Cloak é um projeto autoral que mistura diferentes estilos musicais, predominantemente música eletrônica e elementos do rock, rap e hip hop. Be Assef performa diferentes instrumentos na composição de suas músicas, tais como, guitarra, piano e violão.
Graduada em produção musical pela Universidade Anhembi Morumbi, ela se apresenta profissionalmente desde os 16 anos de idade. Depois de se juntar ao projeto Les Femmes Live como guitarrista, Be Assef viajou por todo o Brasil e fez uma tour pelos Estados Unidos, o que deu início a sua paixão pela música eletrônica. Ela se graduou como DJ profissional pelo Instituto de Música Eletrônica em São Paulo.
Be Assef é também um membro bastante ativo do movimento feminista no Brasil, incorporando o tópico em suas produções como forma de protesto.
Como produtora musical, ela trabalhou para a empresa Satélite de São Paulo no Brasil. Atualmente, Be Assef possui sua própria empresa e estúdio de produção, dedicado a atender grandes produtores de teatro, artistas, canais de mídia digital e empresas publicitárias na grande São Paulo.
Be Assef já possui 9 lançamentos autorais sob o nome artístico Red Cloak, sua última música chamada "Back to the Race" foi lançada pelo selo Suitor da gravadora russa Mix Feed.

## Discografia

### Singles

#### Como Artista Principal
| Título                                                         | Album        | Ano  |
| -------------------------------------------------------------- | ------------ | ---- |
| Beat of Love                                                   | In The Woods | 2018 |
| The Joker                                                      | In The Woods | 2018 |
| The Big Bad Wolf                                               | In The Woods | 2018 |
| Viver (participação de Delídia Duarte)                         | N/A          | 2018 |
| Never Sleep Again                                              | N/A          | 2019 |
| You Know You Need Me (participação de Cyz Mendes e Igor Godoi) | N/A          | 2020 |
| Resistir (participação de Emma Araújo)                         | N/A          | 2020 |
| You and I (participação de Delidia e Ô Sam)                    | N/A          | 2021 |
| Back to the Race (com Ô Sam)                                   | N/A          | 2021 |

### Remixes
| Título                                | Mês     | Ano  | Composição Original Por               |
| ------------------------------------- | ------- | ---- | ------------------------------------- |
| Requiem For a Dream (Red Cloak Remix) | Janeiro | 2018 | Clint Mansell                         |
| Cante por Nós (Red Cloak Remix)       | Junho   | 2018 | Vintage Culture, KVSH and Breno Rocha |